# پا مودو یاگنه
پا مودو یاگنه (انگلیسی: Pa Modou Jagne؛ زادهٔ ۲۶ دسامبر ۱۹۸۹) بازیکن فوتبال اهل گامبیا است.
از باشگاه‌هایی که در آن بازی کرده است می‌توان به باشگاه فوتبال سنت گالن، باشگاه فوتبال سیون، و باشگاه فوتبال ویل اشاره کرد.
وی همچنین در تیم ملی فوتبال گامبیا بازی کرده است.